# Dolina Bukówki
Dolina Bukówki este o arie protejată (sit de importanță comunitară — SCI) din Polonia întinsă pe o suprafață de 776,1 ha, integral pe uscat.

## Localizare
Centrul sitului Dolina Bukówki este situat la coordonatele 52°55′55″N 16°09′50″E / 52.932°N 16.1638°E.

## Înființare
Situl Dolina Bukówki a fost declarat sit de importanță comunitară în octombrie 2009 pentru a proteja 9 specii de animale.

## Biodiversitate
Situată în ecoregiunea continentală, aria protejată conține 7 habitate naturale: Lacuri eutrofice naturale cu vegetație de tip Magnopotamion sau Hydrocharition, Mlaștini alcaline, Păduri de fag Luzulo-Fagetum, Păduri de stejar și carpen Galio-Carpinetum, Mlaștini împădurite, Păduri aluvionare cu Alnus glutinosa și Fraxinus excelsior (Alno-Padion, Alnion incanae, Salicion albae), Păduri central-europene de pin scoțian cu licheni.
La baza desemnării sitului se află mai multe specii protejate:
- mamifere (2): castor (Castor fiber), vidră de râu (Lutra lutra)
- nevertebrate (4): libelule (Leucorrhinia pectoralis), fluturele purpuriu (Lycaena dispar), Ophiogomphus cecilia, Vertigo angustior
- pești (2): zglăvoacă (Cottus gobio), cicar (Lampetra planeri)
- reptile (1): țestoasa de baltă (Emys orbicularis)